# Kościół Najświętszego Serca Pana Jezusa w Błoniu
Kościół Najświętszego Serca Pana Jezusa – rzymskokatolicki kościół parafialny znajdujący się we wsi Błonie (gmina Łęczyca).
Parafia erygowana została we wsi w XIV wieku z inicjatywy gnieźnieńskiego arcybiskupa Jarosława Bogorii Skotnickiego, który mógł też ufundować pierwszy wiejski kościół w Błoniu (drewniany, modrzewiowy) pod wezwaniem Wszystkich Świętych. Stanął on w 1373 i przetrwał (po wielu przebudowach) do 1915, kiedy to został częściowo rozebrany i prawdopodobnie w części spłonął podczas budowy nowej świątyni (pożar mógł być spowodowany przypadkowo przez robotników budowlanych).
Stojący do dziś kościół murowany wzniesiono w stylu neobarokowym w latach 1913–1916, według projektu Józefa Piusa Dziekońskiego, a konsekrowano go w 1923 (pierwszy biskup łódzki, Wincenty Tymieniecki). Jest to budowla na planie krzyża o wymiarach 33 x 11,5 metra. 
Przy kościele stoi modernistyczna dzwonnica z 1966, zbudowana na Tysiąclecie Państwa Polskiego z inicjatywy księdza kanonika Z. Szpetulskiego. Na elewacji wejściowej umieszczona jest tablica pamiątkowa ku czci Jakóba Stępowskiego (zm. 1890) i Ludwiki z Pełczyńskich Stępowskiej (zm. 1886).